# 지방도 제869호선
지방도 제869호선은 전라남도 광양시 진월면 망덕리에서 진상면 섬거리을 잇던 전라남도의 지방도이다.
1985년 12월 23일에 신설되었으며 1995년 12월 8일 전라남도 지방도 노선 개편 때 폐지되었다. 지금의 백운2로가 이 지방도의 일부였다.

## 연혁
- 1985년 12월 23일 : '망덕 ~ 삼거선' 기점을 '광양군 진월면 망덕리', 종점을 '광양군 진상면 섬거리'로 명시하고 도로개량이 완료된 광양군 진월면 차사리 ~ 진상면 섬거리 1.3km 구간 도로예정지 해제[1]
- 1991년 4월 12일 : 1994년 5월까지 망덕 ~ 섬거간 도로(광양군 진상면 섬거리 ~ 진월면 망덕리) 7.45km 구간 확포장공사 계획을 공고[2]
- 1992년 1월 27일 : 광양군 진상면 섬거리 ~ 진월면 망덕리 7.45km 구간 도로예정지 해제[3]
- 1995년 12월 8일 : 지방도 폐지[4]

## 주요 경유지
- 광양시
  - 진월면 망덕리 - 진월교 - 진월초등학교 - 진월우체국 - 진월면사무소 - 선소리 - 광양진월학교 - 마룡리 - 차사리 - 뱀재
  - 진상면 뱀재 - 청암리 - 지원교 - 섬거리(국도 제2호선과 분기)